# 상승군
상승군(중국어 정체자: 常勝軍, 병음: cháng shèng jūn, Ever Victorious Army)은 1860년 청나라에서 태평천국을 방어하기 위해 미국인 프레드릭 타운센드 워드가 용병으로 조직한 서양식 중국 용병군이다.

## 개요
1860년, 미국인 프레드릭 타운센드 워드가 상하이 호상(豪商)의 자금 지원을 받아 ‘양창대’(洋槍隊)라는 이름으로 조직한 용병 부대이다. 서양인의 장교와 중국인 군인으로 구성된 서양식 군대가 출범했다. 1860년 6월 제1차 상하이 방어전에서 활약했고, 이후 한번 해산되었다.
1861년에 재결성되었고, 이때 청나라 사람들로 4 ~ 5천 명이 징병되었다.
1862년 2월부터 제2차 상해 방어전에서는 영국과 프랑스군이 협력하여 싸웠다. 3월, 그 공적으로 청나라에서 상승군이라는 이름을 부여했다. 9월 20일, 자계 전투에서 워드가 전사했다. 후임은 헨리 버제빈이 맡았으며, 11월 제3차 상해 방어전을 치렀다.
1863년 7월, 버제빈이 강탈 사건을 둘러싸고 이홍장으로부터 해임되었고, 격분한 그는 태평천국에 투항했다. 그의 후임으로는 영국인 찰스 조지 고든이 지휘관이 되었다. 그 후에 회군과 협력하여 곤산, 소주 등을 회복했다.
1864년, 창주를 회복한 후 해산했고, 군의 일부는 회군에 편입되었다.

## 같이 보기
- 태평천국의 난

## 참고자료
- The Taiping Rebellion 1851-66: Ian Heath. ISBN 1-85532-346-X
- Mercenaries and Mandarins: Richard J. Smith, 1978. ISBN 0527839507.
- The Devil Soldier: The American Soldier of Fortune Who Became a God in China: Caleb Carr, 1995. ISBN 0679761284.